# Conflit aérien
Un conflit aérien est une situation spécifique, pendant laquelle deux avions ou plus sont en positions trop proches. On doit différencier les deux types de conflit aérien: local et opposite :

## Conflit local
Un conflit local paraît si deux avions ou plus volent à travers un point donné (presque toujours une ville) et si des conditions comme les suivantes sont données :
- La différence de temps est 4 minutes ou moins au passage en un même point.
- La distance horizontale est 30 unités de longueur ou moins.

## Conflit opposite
Un conflit opposite paraît lors de la présence des conditions suivantes :
- Au moins deux avions se rencontrent

(on peut reconnaître cela, si par exemple un avion vole de la ville A vers la ville B et l´autre avion de la ville B vers la ville A)
- Pendant le vol, la différence de temps est 4 minutes ou moins au passage en un même point.

(on peut le percevoir par rapport au couloir aérien en comparant la différence de temps de l'avion 1 à la ville A avec l´avion 2 à la ville B - et puis la différence de temps de l'avion 2 à la ville A avec l´avion 1 à la ville B).
- Pendant le vol, la distance horizontale est 30 unités de longueur ou moins

(on peut le percevoir par rapport au couloir aérien en comparant l´altitude de l´avion 1 à la ville A avec l´altitude de l´avion 2 à la ville B - et puis l´altitude de l´avion 2 à la ville A avec l´altitude de l´avion 1 à la ville B)
Les conflits sont observés par le flight data assistant (assistant de données de vol), qui rapporte les situations conflits au contrôleur et propose comment les résoudre. Le contrôleur n´a pas l'obligation  de suivre ces indications, mais d'ordinaire il adopte la proposition du data assistant.